# UCI ProSeries
Die UCI Pro Series ist eine ab dem Jahr 2020 vom Weltradsportverband UCI veranstaltete Serie bedeutender Eintages- und Etappenrennen.
Die UCI Pro Series trat nach einer Reform des Straßenradsports an die Stelle der hors categorie der UCI Continental Circuits. Zu den 54 Rennen im Kalender des ersten Jahres, der UCI ProSeries 2020, gehörten auch Rennen, die 2019 der ersten UCI-Kategorie der kontinentalen Kalender zugeordnet waren. Die UCI ProSeries stehen damit im Rang unmittelbar unter der UCI WorldTour und über den Rennen 1. und 2. Kategorie der kontinentalen Kalender.

## Teilnehmende Mannschaften
An den Rennen der UCI ProSeries dürfen – abhängig vom Kontinent UCI WorldTeams, UCI ProTeams, UCI Continental Teams, UCI Cyclo-Cross Professional Teams und Nationalteams teilnehmen.
| Kontinent                     | Teilnehmende Teams |
| ----------------------------- | --- |
| Europa                        | UCI WorldTeams (max. 70 %) UCI ProTeams UCI Continental Teams des Gastgeberlandes UCI Cyclo-Cross Professional Teams des Gastgeberlands ausländische UCI Continental Teams (max. 2) Nationalteam des Gastgeberlandes |
| Afrika Amerika Asien Ozeanien | UCI WorldTeams (max. 65 %) UCI ProTeams UCI Continental Teams UCI Cyclo-Cross Professional Teams Nationalteams |